# Nana Afia Dokuaa
Nana Afia Dokuaa est la première et la seule femme à occuper le poste de dirigeante, ou Okyenhene, dans l'histoire de l'État Akyem Abuakwa dans l'actuel Ghana. 
Elle monte sur le trône Ofori en 1817 après son oncle Kofi Asante, et règne jusqu'en 1835.
Elle est une guerrière réputée et mène 99 fois son peuple contre les Ashantis.

## Voir également
- Akyems